# Scytodes paarmanni
Scytodes paarmanni är en spindelart som beskrevs av Antonio D. Brescovit och Hubert Höfer 1999. Scytodes paarmanni ingår i släktet Scytodes och familjen spottspindlar. Inga underarter finns listade i Catalogue of Life.